# Владета Лукић
Владета Лукић (Београд, 20. март 1910 – Београд, 14. септембар 1978) био је истакнути сниматељ и професор Академије за позориште, филм, радио и телевизију – данашњи Факултет драмских уметности у Београду. Био је Оснивач Групе за филмску камеру – Катедре камере.

## Биографија
Владета Лукић је дипломирао право у Београду. Пре Другог светског рата је био филмски аматер. 

### Сниматељ - први радови
Након ослобођења Београда 1944. године, учествује у снимању првих Филмских новости, затим, снима на Сремском фронту, а 1945. године сарађује при снимању првих средњеметражних документарних филмова: 
- Београд - Николе Поповића[1] и
- Кораци слободе - Радоша Новаковића[1][2]

Као слободни филмски радник, од 1950. године снима филмове свих жанрова – од рекламних, до целовечерњих играних. 

### Краткометражни филмови
Највише се бавио краткометражним филмовима. Снимио их је више од 40 и посебно се истакао у циклусу документарних филмова поетске инспирације –  Велимира Стојановића.
Успешно је сарађивао и у филмовима Ратомира Ивковића, Миодрага Николића, Петра Стојановића, Живана Жике Чукулића, Душана Макавејева и других.

### Дугометражни филмови
- Прича о фабрици (1948)  - Владимира Погачића
- Песма са Кумбаре (1955) Радоша Новаковића
- Омнибус од три епизоде Ципелице на асвалту (1956) Љубомира Радичевића, Здравка Рандића и Бошка Вучинића
- Дан четрнаести (1960) Здравка Велимировића
- Земљаци (1963) Здравка Рандића
- Пре рата (1966) Вука Бабића

### Глумац
Као глумац, наступио је у филмовима: 
- Издајник (1964) и
- Клаксон (1965)  Војислава Кокана Ракоњца[1][2]

### Педагошки рад
Својим знањем и способношћу да га пренесе, неконвенционалним духом и ширином погледа, неспутаном границама професије, међу малобројним филмским сниматељима, био је предодређен за педагошки рад. Владета Лукић је био оснивач Групе за филмску режију (Катедре камере) на тадашњој Академији за позориште, филм, радио и телевизију, и од 1960. године,  једини предавач предмета  Филмска камера. Прве две године на новој катедри, настава коју је водио професор Владета Лукић, обухватала је упознавање са основама филмске технике и елементима филмског језика, методама осветљавања у атељеу, експонометријом, као и лабораторијским процесима обраде филмских материјала.
Наставни кадар су сачињавали још и истакнути филмски уметници и теоретичари: Радош Новаковић, Бранибор Дебељковић, др Душан Стојановић, Владимир Погачић, Марко Бабац, др Павле Васић, Влада Петрић.
Владета Лукић је последњих пет година живота био је у звању редовног професора.

### Научно-истраживачки рад
Објавио је низ чланака у стручним часописима и неколико књига:
- Филмски лексикон (Нови Сад 1953, заједно са Бошком Токином);
- Техника узаног филма (Београд 1959, 1970);
- Аутори, глумци, филмови ... (Београд 1963);